# Luty 2006 w sporcie
Zobacz też: Luty 2006 • Zmarli w lutym 2006 • Luty 2006 w Wikinews

## 26 lutego
- Tenis:
  - Marta Domachowska uległa Szwedce Sofii Arvidsson w finale turnieju w Memphis 2:6, 6:2, 3:6. Był to dla Polki trzeci finał imprezy z cyklu WTA Tour.
  - Pozostałe finały turniejowe z tego tygodnia:

WTA w Dubaju: Justine Henin-Hardenne (Belgia) – Marija Szarapowa (Rosja) 7:5, 6:2
WTA w Bogocie: Lourdes Domínguez Lino (Hiszpania) – Flavia Pennetta (Włochy) 7:6, 6:4
ATP w Costa do Sauipe: Nicolás Massú (Chile) – Alberto Martin (Hiszpania) 6:3, 6:4
Finał debla: Lukáš Dlouhý, Pavel Vízner (Czechy) – Mariusz Fyrstenberg, Marcin Matkowski (Polska) 6:1, 4:6, 10:3
ATP w Rotterdamie: Radek Štěpánek (Czechy) – Christophe Rochus (Belgia) 6:0, 6:3
ATP w Memphis: Tommy Haas (Niemcy) – Robin Söderling (Szwecja) 6:3, 6:2
- Zimowe Igrzyska Olimpijskie 2006:
  - Biegi narciarskie mężczyzn – bieg masowy na 50 km: złoty medal zdobył Włoch Giorgio Di Centa, srebro wywalczył Rosjanin Jewgienij Diemientjew, a brąz Austriak Michaił Botwinow.
  - Hokej na lodzie mężczyzn – w finale złoty medal wywalczyła drużyna Szwecji zwyciężając w finale Finów 3:2, a decydującą bramkę zdobył Nicklas Lidström. Brąz wywalczyli Czesi.
  - W Turynie odbyła się ceremonia zakończenia XX Zimowych Igrzysk Olimpijskich 2006.

## 25 lutego
- Zimowe Igrzyska Olimpijskie 2006:
  - Biathlon – Tomasz Sikora zdobył srebrny medal olimpijski w biegu biathlonowym na 15 km ze startu wspólnego. Na trasie w San Sicario triumfował Niemiec Michael Greis. Medal Sikory jest pierwszym krążkiem polskich biathlonistów w historii startów na zimowych igrzyskach. To ósmy medal Polski w historii startów na zimowych igrzyskach olimpijskich. (–> Wikinews)
  - Biathlon kobiet – bieg masowy na 12,5 km: zwyciężyła Szwedka Anna Carin Zidek, druga była Niemka Kati Wilhelm, a trzecia jej rodaczka Uschi Disl. Polki uplasowały się w trzeciej dziesiątce, Magdalena Gwizdoń była 29., a Krystyna Pałka 30.
  - Bobsleje mężczyzn – czwórki: zwyciężyła osada niemiecka w składzie Andre Lange, Rene Hoppe, Kevin Kuske i Martin Putze. Srebro zdobyli Rosjanie, a brąz Szwajcarzy. Polska czwórka w składzie Dawid Kupczyk, Michał Zblewski, Mariusz Latkowski, Marcin Płacheta uplasowała się na 15. pozycji.
  - Łyżwiarstwo szybkie kobiet – wyścig na 5000 m: najlepsza okazała się Kanadyjka Clara Hughes, tuż za nią znalazła się Niemka Claudia Pechstein, a trzecia rodaczka zwyciężczyni Cindy Klassen. Polka Katarzyna Wójcicka zajęła 16. miejsce.
  - Short-track mężczyzn – wyścig na 500 m: złoty medal zdobył Amerykanin Apolo Anton Ohno, srebro wywalczył Kanadyjczyk Francois-Louis Tremblay, a brąz Koreańczyk Ahn Hyun-soo. Polak Dariusz Kulesza odpadł w ćwierćfinale.
  - Short-track kobiet – wyścig na 1000 m: złoto zdobyła Koreanka Jin Sun-yu, druga była Chinka Wang Meng, a trzecia jej rodaczka Yang Yang (A).
  - Short-track mężczyzn – sztafeta na 5000 m: złoto wywalczyła sztafeta południowokoreańska w składzie Ahn Hyun-soo, Lee Ho-suk, Seo Ho-jin i Song Suk-woo. Srebro zdobyli Kanadyjczycy, a brąz Amerykanie.
  - Narciarstwo alpejskie mężczyzn – slalom: złoty medal zdobył Austriak Benjamin Raich, srebro wywalczył jego rodak Reinfried Herbst, a brąz też Austriak Rainer Schönfelder. Polak Michał Kałwa nie ukończył drugiego przejazdu.
- Skoki narciarskie:
  - Tytuł mistrza Polski w skokach narciarskich na zawodach na Wielkiej Krokwi w Zakopanem zdobył Robert Mateja, który uzyskał odległości 132,0 i 133,5 m. Drugie miejsce wywalczył Adam Małysz – 131,5 i 132,0 m, trzeci był Kamil Stoch – 128,5 i 126,0 m.

## 24 lutego
- Zimowe Igrzyska Olimpijskie 2006:
  - Biegi narciarskie – Justyna Kowalczyk zdobyła w Pragelato brązowy medal olimpijski w biegu narciarskim na 30 km techniką dowolną. Mistrzynią olimpijską została Kateřina Neumannová (Czechy). To siódmy medal Polski w historii startów na zimowych igrzyskach olimpijskich i pierwszy w biegach narciarskich. (–> Wikinews)
  - Curling mężczyzn – w finałowym meczu Kanadyjczycy wysoko pokonali Finów 10:4, w jednym endzie wygrywając aż 6:0. Brązowy medal wywalczyli Amerykanie.
  - Łyżwiarstwo szybkie mężczyzn – bieg na 10 000 metrów: złoty medal wywalczył Holender Bob de Jong, srebrny medal zdobył Amerykanin Chad Hendrick, a brąz rodak zwycięzcy Carl Verheijen.
  - Narciarstwo alpejskie kobiet – slalom gigant: w dwóch przejazdach najlepszy łączny wynik uzyskała Amerykanka Julia Mancuso, druga była Finka Tanja Poutiainen, a trzecia Szwedka Anna Ottosson. Polka Dagmara Krzyżyńska zajęła 25. pozycję.

## 23 lutego
- Zimowe Igrzyska Olimpijskie 2006
  - Biatlon kobiet – sztafeta 4 × 6 kilometrów: Złoty medal wywalczyła sztafeta rosyjska w składzie Anna Bogalij, Swietłana Iszmuratowa, Olga Zajcewa i Albina Achatowa. Srebro zdobyły Niemki, a brąz Francuzki. Polska drużyna w składzie Magdalena Gwizdoń, Krystyna Pałka, Katarzyna Ponikwia i Magdalena Grzywa uplasowała się na 7. pozycji.
  - Curling kobiet: w finałowym meczu olimpijskiego turnieju Szwedki pokonały Szwajcarki 7:6 i zdobyły złoty medal. W meczu o brąz lepsza okazała się reprezentacja Kanady.
  - Łyżwiarstwo figurowe kobiet – solistki: złoty medal niespodziewanie wywalczyła Japonka Shizuka Arakawa, druga była Amerykanka Sasha Cohen, a trzecia Rosjanka Irina Słucka.
  - Narciarstwo dowolne mężczyzn – skoki: najlepszy okazał się reprezentant Chińczyk Han Xiaopeng, drugi był Białorusin Dymitr Daszyński, a trzeci Rosjanin Władimir Lebiediew.
  - Snowboard kobiet – slalom gigant równoległy: złoty medal zdobyła zawodniczka szwajcarska Daniela Meuli, wyprzedzając Niemkę Amelie Kober. Trzecie miejsce zajęła Amerykanka Rosey Fletcher. Spośród Polek wyższe miejsce zajęła Jagna Marczułajtis – 17. miejsce, Blanka Isielonis była 27.

## 22 lutego
- Zimowe Igrzyska Olimpijskie 2006:
  - Biegi narciarskie kobiet – sprint: złoty medal przypadł zawodniczce z Kanady Chandrze Crawford, srebro Niemce Claudii Künzel, a brąz Rosjance Alonie Sidko. Polka Justyna Kowalczyk odpadła w eliminacjach i zajęła 44. pozycję.
  - Biegi narciarskie mężczyzn – sprint: złoty medal zdobył zawodnik szwedzki Bjoern Lind, srebro uzyskał Francuz Roddy Darragon, a brąz rodak złotego medalisty Thobias Fredriksson. Polak Janusz Krężelok zajął 19., a Maciej Kreczmer 33. miejsce.
  - Łyżwiarstwo szybkie kobiet – wyścig na 1500 m: złoty medal zdobyła reprezentantka Kanady Cindy Klassen, srebro wywalczyła również Kanadyjka Kristina Groves, a brąz Holenderka Irene Wust. Polka Katarzyna Wójcicka zajęła ostatecznie 11. pozycję.
  - Narciarstwo alpejskie kobiet – slalom: najlepszy wynik w dwóch przejazdach uzyskała reprezentantka Szwecji Anja Pärson, srebro zawodniczka z Austrii Nicole Hosp, a brąz jej rodaczka Marlies Schild. Polka Katarzyna Karasińska uzyskała ostatecznie 30. wynik.
  - Narciarstwo dowolne kobiet – skoki: złoty medal dostała zawodniczka Szwajcarii Evelyna Leu, druga była Chinka Li Nina, a trzecia Australijka Alisa Camplin.
  - Short track kobiet – sztafeta 3000 m: najlepszy wynik uzyskała drużyna Korei Południowej, druga była drużyna z Kanady, a trzeci team włoski.
  - Snowboard mężczyzn – slalom gigant równoległy: złoty medal wywalczył reprezentant Szwajcarii Philipp Schoch, srebro zdobył jego brat Simon Schoch, a brąz Austriak Siegfried Grabner.

## 21 lutego
- Zimowe Igrzyska Olimpijskie 2006:
  - Biathlon mężczyzn – sztafeta 4 × 7,5 km: Zwyciężyła drużyna Niemiec w składzie Ricco Gross, Michael Rösch, Sven Fischer i Michael Greis. Srebro zdobyli Rosjanie, a brąz Francuzi. Polacy w składzie Tomasz Sikora, Wiesław Ziemianin, Michał Piecha i Krzysztof Pływaczyk zajęli 13. miejsce.
  - Bobsleje kobiet – dwójki: złoty medal zdobyła niemiecka para Sandra Kiriasis i Anja Schneiderheinze. Srebro przypadło zawodniczkom amerykańskim: Shaunie Rohbock oraz Valerie Fleming. Brąz dla Włoszek Gerdy Weissensteiner oraz Jennifer Isacco.
  - Kombinacja norweska – duża skocznia/bieg na 7,5 km: złoto zdobył Austriak Felix Gottwald, srebro Norweg Magnus Moan, a brąz Niemiec Georg Hettich.
  - Łyżwiarstwo szybkie mężczyzn – wyścig na 1500 m: złoty medal zdobył zawodnik z Włoch Enrico Fabris, srebro Amerykanin Shani Davis, a brąz jego rodak Chad Hedrick. Dobrze wypadł Polak Konrad Niedźwiedzki zajmując 12. miejsce.

## 20 lutego
- Zimowe Igrzyska Olimpijskie 2006:
  - Skoki narciarskie – reprezentanci Austrii zostali mistrzami olimpijskimi podczas rozgrywanego na dużym (HS-140) obiekcie w Pragelato drużynowego konkursu skoków. Polacy zajęli 5. pozycję. Wynik ekipy w składzie: Stefan Hula, Kamil Stoch, Robert Mateja i Adam Małysz to najlepsze osiągnięcie drużyny polskich skoczków w historii zimowych igrzysk olimpijskich. Dotychczas najlepiej naszym skoczkom powiodło się w Salt Lake City, gdzie zajęli 6. miejsce. (–> Wikinews)
  - Narciarstwo alpejskie kobiet – supergigant: złoty medal zdobyła reprezentantka Austrii Michaela Dorfmeister, srebro dla zawodniczki chorwackiej Janicy Kostelić, natomiast brąz zdobyła Austriaczka Alexandra Meissnitzer.
  - Narciarstwo alpejskie mężczyzn – slalom gigant mężczyzn: złoty medal wywalczył Austriak Benjamin Raich, drugi był Francuz Joel Chenal, a trzeci rodak zwycięzcy Hermann Maier. Michał Kałwa nie wystartował.
  - Hokej na lodzie kobiet: złoty medal po meczu finałowym zdobyły Kanadyjki wygrywając z reprezentacją Szwecji 4:1. W meczu o brązowy medal lepsza drużyna USA.
  - Łyżwiarstwo figurowe, pary taneczne: złoty medal zdobyła para rosyjska Roman Kostomarow / Tatjana Nawka. Srebrny medal wywalczyła para amerykańska Benjamin Agosto / Tanith Belbin, brąz dla pary ukraińskiej Rusłan Honczarow i Ołena Hruszyna. Polska para Aleksandra Kauc i Michał Zych zajęła 21. miejsce.

## 19 lutego
- Zimowe Igrzyska Olimpijskie 2006:
  - Łyżwiarstwo szybkie kobiet – Holenderka Marianne Timmer została mistrzynią olimpijską w biegu na 1000 m. Wyprzedziła Kanadyjkę Cindy Klassen oraz Niemkę Anni Friesinger. Bardzo dobre ósme miejsce zajęła Polka Katarzyna Wójcicka. Zawodniczka AZS Zakopane wynikiem 1:17,28 o 1,93 s poprawiła rekord Polski.
  - Biegi narciarskie – sztafeta 4 × 10 km mężczyzn: Najlepsza okazała się reprezentacja Włoch w składzie Fulvio Valbusa, Giorgio Di Centa, Pietro Piller Cottrer i Cristian Zorzi. Drudzy byli Niemcy, a trzeci Szwedzi.
  - Bobsleje mężczyzn, dwójki: zwycięską parą okazali się Niemcy Andre Lange i Kevin Kuske. Drugie miejsce zajęli Kanadyjczycy w składzie Pierre Leuders i Lascelels Brown, brąz zdobyli Szwajcarzy Martin Annen oraz Beat Hefti.
- Tenis, finały turniejowe z tego tygodnia:
  - turniej mężczyzn w Marsylii: Arnaud Clement (Francja) – Mario Ančić (Chorwacja) 6:4, 6:2
  - turniej mężczyzn w San Jose: Andy Murray (Wielka Brytania) – Lleyton Hewitt (Australia) 2:6, 6:1, 7:6; rywalizację deblistów wygrali Szwed Jonas Björkman i 47-letni Amerykanin John McEnroe
  - turniej mężczyzn w Buenos Aires: Carlos Moyá (Hiszpania) – Filippo Volandri (Włochy) 7:6, 6:4
  - turniej kobiet w Antwerpii: Amélie Mauresmo (Francja) – Kim Clijsters (Belgia) 3:6, 6:3, 6:3
  - turniej kobiet w Bangalore: Mara Santangelo (Włochy) – Jelena Kostanić (Chorwacja) 3:6, 7:6, 6:3

## 18 lutego
- Lekkoatletyka:
  - Anna Rogowska pobiła rekord Polski w skoku o tyczce wynikiem 4,79 m podczas halowego mityngu w Birmingham. Zawody wygrała Jelena Isinbajewa z takim samym rezultatem co zawodniczka z Sopotu. Rogowska odebrała rekord kraju Monice Pyrek (MKL Szczecin), która 12 lutego w Doniecku skoczyła 4,76 m. Podczas tamtych zawodów Isinbajewa ustanowiła rekord świata – 4,91 m.
- Zimowe Igrzyska Olimpijskie 2006:
  - Narciarstwo alpejskie kobiet – kombinacja alpejska: najlepszy wynik w obydwu konkurencjach kombinacji uzyskała Chorwatka Janica Kostelić, druga była Austriaczka Marlies Schild, a trzecia Szwedka Anja Pärson.
  - Narciarstwo alpejskie mężczyzn – super gigant: złoty medal zdobył reprezentant Norwegii Kjetil André Aamodt, srebro wywalczył Austriak Hermann Maier, a brąz Szwajcar Ambrosi Hoffmann. Polak Michał Kałwa był 45.
  - Biathlon kobiet – bieg pościgowy na 10 km: złoty medal wywalczyła reprezentantka Niemiec Kati Wilhelm, srebro zdobyła jej rodaczka Martina Beck, a brąz Rosjanka Albina Achatowa. Polki poza pierwszą dwudziestką: Magdalena Gwizdoń 21., a Krystyna Pałka 37.
  - Biatlon mężczyzn – bieg pościgowy na 12,5 km: złoty medal zdobył zawodnik francuski Vincent Defrasne przeganiając przed metą Norwega Ole Einara Bjørndalena. Trzeci dobiegł Niemiec Sven Fischer. Tomasz Sikora uplasował się na 18. miejscu, a Wiesław Ziemianin był 30.
  - Biegi narciarskie kobiet – sztafeta 4 × 5 km: zwycięska okazała się reprezentacja Rosji w składzie Natalia Baranowa-Masolkina, Larisa Kurkina, Julia Czepałowa oraz Jewgienija Miedwiediewa-Abruzowa. Srebro zdobyły Niemki, a braż Włoszki.
  - Łyżwiarstwo szybkie mężczyzn – wyścig na 1000 m: złoty medal zdobył zawodnik amerykański Shani Davis, srebro zdobył jego rodak Joey Cheek, a brąz Holender Erben Wennermars. Konrad Niedźwiedzki zajął 13. miejsce, a Maciej Ustynowicz nie ukończył przejazdu.
  - Short track kobiet – wyścig na 1500 m: zwyciężyła reprezentantka Korei Południowej Jin Sun-yu, srebro zdobyła jej rodaczka Choi Eun-kyung, a brąz Chinka Wang Meng.
  - Short track mężczyzn – wyścig na 1000 m: najlepszy okazał się zawodnik Korei Południowej Ahn Hyun-soo, srebrny medal zdobył jego rodak Lee Ho-suk, brąz natomiast wywalczył Amerykanin Anton Apollo Ohno.
  - Skoki narciarskie na dużej skoczni: złoty medal zdobył Austriak Thomas Morgenstern wyprzedzając swojego rodaka Andreasa Koflera oraz Norwega Larsa Bystøla. Adam Małysz zajął 14. miejsce, Kamil Stoch 26., a Robert Mateja 38. (–> Wikinews)

## 17 lutego
- Zimowe Igrzyska Olimpijskie 2006:
  - Biegi narciarskie – bieg mężczyzn na 15 km techniką klasyczną: złoty medal wywalczył Estończyk Andrus Veerpalu, srebro Czech Lukáš Bauer, a brąz Niemiec Tobias Angerer. Jedyny Polak, Janusz Krężelok był 26.
  - Skeleton mężczyzn: zwyciężył Kanadyjczyk Duff Gibson, srebrny medal wywalczył jego rodak Jeff Pain. Brązem zadowolił się Szwajcar Gregor Stähli.
  - Snowboard – snowcross kobiet: złoty medal zdobyła Szwajcarka Tanja Frieden wyprzedzając tuż przed metą Amerykankę Lindsay Jacobellis, brąz uzyskała reprezentantka Kanady Dominique Maltais.

## 16 lutego
- Zimowe Igrzyska Olimpijskie 2006:
  - Biegi narciarskie – 10 km stylem klasycznym kobiet: złoty medal (drugi na tych igrzyskach) zdobyła Estonka Kristina Šmigun, srebrny Norweżka Marit Bjørgen, brązowy jej rodaczka Hilde Pedersen. Reprezentantka Polski Justyna Kowalczyk nie ukończyła biegu.
  - Biathlon – 7,5 km kobiet: złoty medal Florence Baverel-Robert (Francja), srebrny Anna Carin Zidek (Szwecja), brązowy Lilija Jefremowa (Ukraina). Miejsca Polek: dwudziesta Magdalena Gwizdoń, dwudziesta piąta Krystyna Pałka, pięćdziesiąta szósta Magdalena Nykiel, sześćdziesiąta trzecia Katarzyna Ponikwia. 15 km kobiet: reprezentująca Rosję wicemistrzyni olimpijska Olga Pylowa została przyłapana na dopingu. Tym samym reprezentantka Polski Krystyna Pałka awansowała na piąte miejsce.
  - Skeleton – kobiety: złoty medal zdobyła Maya Pedersen (Szwajcaria), srebrny Shelley Rudman (Wielka Brytania), a brązowy Mellisa Hollingsworth-Richards (Kanada). Reprezentantka Polski Monika Wołowiec zajęła piętnaste miejsce.
  - Kombinacja norweska – mężczyźni drużynowo: zwyciężyła reprezentacja Austrii, przed Niemcami oraz Finami.
  - Snowboard – snowcross mężczyzn: złoty medal wywalczył reprezentant Stanów Zjednoczonych Seth Wescott, drugi był Słowak Radoslav Židek, natomiast brązowy medal zdobył zawodnik francuski Paul-Henri Delerue. Spośród Polaków lepszy był Mateusz Ligocki, zajął 20. miejsce, a Rafał Skarbek-Malczewski uzyskał 22. pozycję.
  - Łyżwiarstwo szybkie kobiet – bieg drużynowy: pierwsze na mecie zameldowały się reprezentantki Niemiec w składzie Daniela Anschütz, Anni Friesenger oraz Claudia Pechstein. Drugie miejsce zajęły Kanadyjki, a trzecie Rosjanki.
  - Łyżwiarstwo szybkie mężczyzn – bieg drużynowy: złoty medal wywalczyła reprezentacja Włoch w składzie Matteo Anesi, Enrico Fabris i Ippolito Sanfratello. Srebrny medal zdobyli Kanadyjczycy, a brązowy Holendrzy.
  - Łyżwiarstwo figurowe mężczyzn – soliści: złoty medal wywalczył reprezentant Rosji Jewgienij Pluszczenko, srebrny medal zdobył zawodnik z Kanady Jeffrey Buttle, a brąz Amerykanin Evan Lysacek.

## 15 lutego
- Zimowe Igrzyska Olimpijskie 2006:
  - Narciarstwo alpejskie – zjazd kobiet: złoty medal zdobyła zawodniczka z Austrii Michaela Dorfmeister, srebro wywalczyła Szwajcarka Martina Schild, a brązowy medal dostała za trzeci wynik Szwedka Anja Pärson.
  - Narciarstwo dowolne – muldy mężczyzn: najlepszy wynik osiągnął Australijczyk Dale Begg-Smith, drugie miejsce zajął Fin Mikko Ronkainen, a trzeci był Amerykanin Toby Dawson.
  - Saneczkarstwo – dwójki mężczyzn: złoty medal wywalczyła Austriacka para Andreas Linger/Wolfgang Linger, srebro wywalczyła drużyna niemiecka André Florschütz/Torsten Wustlich, na trzecim miejscu uplasowała się włoska para Gerhard Plankensteiner/Oswald Haselrieder. Polska dwójka Marcin Piekarski/Krzysztof Lipiński zajęła 17. pozycję.
  - Short track – 500 m kobiet: złoty medal dla reprezentantki ChRL Wang Meng, srebrny dla Bułgarki Ewgenii Radanowej, brązowy dla Kanadyjki Anouk Leblanc-Boucher. 1000 m mężczyzn: reprezentant Polski Dariusz Kulesza awansował do drugiej rundy, zajmując drugie miejsce w swoim biegu eliminacyjnym.
- Piłka siatkowa:
  - W rewanżowym meczu 1. rundy fazy play-off Skra Bełchatów zwyciężyła w Maaseik tamtejsze Noliko 3:2 (25:21, 23:25, 25:20, 22:25, 15:13), awansując tym samym do 1/4 finału Ligi Mistrzów. Bełchatowianie, którzy debiutują w tych elitarnych rozgrywkach, sprawili, że w przyszłorocznej edycji Champions League wystąpią dwie polskie drużyny. Rywalem Skry w ćwierćfinale będzie najprawdopodobniej Iraklis Saloniki.

## 14 lutego
- Zimowe Igrzyska Olimpijskie 2006:
  - Biathlon mężczyzn – sprint mężczyzn na 10 km: zwyciężył Niemiec Sven Fischer, drugi był Norweg Halvard Hanevold, a trzeci jego rodak Frode Andresen. Spośród Polaków najwyższą pozycję zajął Tomasz Sikora (20. miejsce), dalej był 26. Wiesław Ziemianin, 66. Michał Piecha oraz 69. Grzegorz Bodziana. (Wikinews)
  - Biegi narciarskie mężczyzn – drużynowy bieg sprinterski: złoty medal zdobyła reprezentacja Szwecji, srebro dostali Norwegowie, a brąz Rosjanie. Polacy byli na 7. miejscu.
  - Biegi narciarskie kobiet – drużynowy bieg sprinterski: złoty medal zdobyła reprezentacja Szwecji, medal srebrny wywalczyła drużyna Kanady, a brązowy zespół Finlandii.
  - Łyżwiarstwo szybkie kobiet – sprint na 500 m: złoty medal wywalczyła Rosjanka Swietłana Żurowa, srebrny Chinka Wang Manli, a brązowy jej rodaczka Ren Hui.
  - Narciarstwo alpejskie mężczyzn – kombinacja alpejska: złoty medal zdobył Amerykanin Ted Ligety, srebrny wywalczył Chorwat Ivica Kostelić, natomiast trzecie miejsce zajął Rainer Schönfelder z Austrii.
  - Saneczkarstwo – jedynki kobiet: wszystkie miejsca medalowe zdobyły Niemki: pierwsze Sylke Otto, drugie Silke Kraushaar, a trzecie Tatjana Hüfner. Polka Ewelina Staszulonek zajęła ostatecznie 15. pozycję.

## 13 lutego
- Zimowe Igrzyska Olimpijskie 2006:
  - Biathlon kobiet – bieg indywidualny na 15 km: złoty medal zdobyła Rosjanka Swietłana Iszmuratowa, srebro wywalczyła również reprezentantka Rosji Olga Pylowa, brąz odebrała Niemka Martina Beck. Polka Krystyna Pałka zajęła 6. miejsce, Magdalena Gwizdoń 34., Katarzyna Ponikwia 57., a Magdalena Grzywa 72.
  - Łyżwiarstwo figurowe par sportowych: złoty medal wywalczyła rosyjska para Tatjana Tot´mianina i Maksim Marinin, srebro zdobyli Chińczycy Zhang Dan i Zhang Hao, a brąz ich rodacy Shen Xue i Zhao Hongbo. Polska para Dorota Zagórska i Mariusz Siudek zajęli ostatecznie 9. miejsce. (Wikinews)
  - Łyżwiarstwo szybkie – sprint mężczyzn na 500 m zakończył się zwycięstwem Amerykanina Joeya Cheeka, drugi był Rosjanin Dmitrij Dorofiejew, a trzeci Koreańczyk Lee Kang-seok. Spośród Polaków wyżej uplasował się Artur Waś (na 32. pozycji), a Maciej Ustynowicz na 36. miejscu.
  - Snowboard kobiet w konkurencji half-pipe'u: złoty medal zdobyła Amerykanka Hannah Teter, srebro jej rodaczka Gretchen Bleiber, a brąz niespodziewanie Norweżka Kjersti Buaas. Polska Paulina Ligocka nie zakwalifikowała się do finału.

## 12 lutego
- Zimowe Igrzyska Olimpijskie 2006:
  - Bieg łączony kobiet na 15 km: Zwyciężyła Estonka Kristina Šmigun, druga była Czeszka Kateřina Neumannová, a trzecia Rosjanka Jewgienija Miedwiediewa-Abruzowa. Justyna Kowalczyk zajęła punktowane, ósme miejsce. (Wikinews)
  - Bieg łączony mężczyzn na 30 km: złoty medal wywalczył Rosjanin Jewgienij Diemientjew, drugi był Norweg Frode Estil, a brąz zdobył Włoch Pietro Piller Cottrer.
  - W alpejskim zjeździe mężczyzn złoty medal niespodziewanie wywalczył Francuz Antoine Deneriaz, srebrny medal zdobył Austriak Michael Walchhofer, a brązowy medal zdobył Szwajcar Bruno Kernen. Polak Michał Kałwa był 44. (Wikinews)
  - W snowboardowym half-pipe'ie mężczyzn najlepszy wynik osiągnął Amerykanin Shaun White, drugi był jego rodak Daniel Kass, a trzeci Fin Markku Koski. Michał oraz Mateusz Ligoccy odpadli w kwalifikacjach.
  - W łyżwiarskim wyścigu na 3000 m kobiet zwyciężyła Holenderka Ireen Wüst, srebro zdobyła jej rodaczka Renate Groenewold, a trzecia była Kanadyjka Cindy Klassen. Polka, Katarzyna Wójcicka zajęła 10. pozycję.
  - W saneczkarskich jedynkach mężczyzn złoty medal zdobył Włoch Armin Zöggeler, srebro wywalczył Rosjanin Albert Diemczenko, a trzeci był Łotysz Mārtiņš Rubenis.
  - W short-tracku mężczyzn na 1500 m wygrał Koreańczyk Ahn Hyun-soo, drugi był jego rodak Lee Ho-suk, a trzeci Chińczyk Li Jiajun. Polak Dariusz Kulesza odpadł w pierwszej rundzie.
  - W konkursie skoków narciarskich na średniej skoczni w Pragelato złoty medal zdobył reprezentant Norwegii Lars Bystøl, srebrny medal zdobył Fin Matti Hautamäki, a brąz Norweg Roar Ljøkelsøy. Adam Małysz był 7., Kamil Stoch 16., Robert Mateja 25., a Stefan Hula 29. (Wikinews)
- Finały turniejów tenisowych:
  - turniej kobiet w Paryżu: Amélie Mauresmo (Francja) – Mary Pierce (Francja) 6:1, 7:6 (7-2)
  - turniej kobiet w Pattaya: Szachar Pe’er (Izrael) – Jelena Kostanić (Chorwacja) 6:3, 6:1
  - mężczyźni nie rozgrywali turniejów rangi ATP World Tour ze względu na inaugurację rozgrywek Pucharu Davisa. Do ćwierćfinałów tegorocznej edycji awansowały reprezentacje Chorwacji, Argentyny, Białorusi, Australii, Francji, Rosji, USA i Chile.

## 11 lutego
- Zimowe Igrzyska Olimpijskie 2006:
  - W pierwszej olimpijskiej konkurencji, indywidualnym biegu biathlonowym na 20 kilometrów zwyciężył Niemiec Michael Greis, drugi był Norweg Ole Einar Bjørndalen, a trzeci jego rodak Halvard Hanevold. Spośród Polaków 21. był Tomasz Sikora, 53. Wiesław Ziemianin, 73. Grzegorz Bodziana i 76. Krzysztof Pływaczyk. (Wikinews)
  - W kombinacji norweskiej (średnia skocznia / bieg na 15 km) złoto wywalczył Niemiec Georg Hettich, srebrem zadowoli się Austriak Felix Gottwald, a brąz rzutem na taśmę zdobył Norweg Magnus Moan.
  - W łyżwiarstwie szybkim – wyścigu na 5000 metrów zwyciężył Amerykanin Chad Hedrick, drugi był Holender Sven Kramer, a brązowy medal trafił do rąk Włocha Enrico Fabrisa. Polak, Paweł Zygmunt, zajął 18. pozycję.
  - W jeździe po muldach kobiet złoto wywalczyła Kanadyjka Jennifer Heil, srebro zdobyła Norweżka Kari Traa, a medal brązowy Francuzka Sandra Laoura.

## 10 lutego
- Zimowe Igrzyska Olimpijskie 2006:
  - W Turynie oficjalnie rozpoczęto XX Zimowe Igrzyska Olimpijskie. Znicz olimpijski zapaliła Stefania Belmondo. (Wikinews)
- Piłka nożna – Puchar Narodów Afryki 2006:
  - Reprezentacja Egiptu, a więc gospodarzy turnieju o Puchar Narodów Afryki, zwyciężyła w finałowym spotkaniu z Wybrzeżem Kości Słoniowej po rzutach karnych 4:2 (po dogrywce był wynik bezbramkowy). Jest to piąty tytuł dla Egipcjan w historii turnieju.

Wyjściowe składy obu zespołów:
Egipt: El Hadary – Wahab, Said, El Sakka, Motaeb, Shawki, Barakat, Hassan, Zaki, Gomaa, Treka.
Wybrzeże Kości Słoniowej: Tizie – Gauthier, Boka Etienne, Toure, Zokora, Kouassi, Fae, Kone, Drogba, Eboue, Toure Yaya.

## 5 lutego
- Rajdowe mistrzostwa świata – Rajd Szwecji 2006:
  - Zwycięzca rajdu został Fin Marcus Grönholm, drugie miejsce zajął Francuz Sébastien Loeb, a trzeci był Daniel Carlsson. Spośród Polaków najwyżej był Stefan Karnabal (32. miejsce), Michał Sołowow 33., Michał Kościuszko 37. oraz Andrzej Mancin na 42. miejscu.
- Tenis – finały turniejowe:
  - WTA w Tokio: Jelena Diemientjewa (Rosja) – Martina Hingis (Szwajcaria) 6:2, 6:0
  - ATP w Delray Beach: Tommy Haas (Niemcy) – Xavier Malisse (Belgia) 6:3, 3:6, 7:6
  - ATP w Zagrzebiu: Ivan Ljubičić (Chorwacja) – Stefan Koubek (Austria) 6:3, 6:4
  - ATP w Vina del Mar: José Acasuso (Argentyna) – Nicolás Massú (Chile) 6:4, 6:3

## 3 lutego
- Piłka nożna – Puchar Narodów Afryki 2006:
  - Zespoły Senegalu i Egiptu zostały półfinalistami Pucharu Narodów Afryki. W meczu rozegranym w Aleksandrii Senegal wygrał 3:2 (0:1) z Gwineą. W drugim spotkaniu ćwierćfinałowym gospodarze turnieju w Kairze pokonali 4:1 (2:1) Demokratyczną Republikę Konga.

## 2 lutego
- Narciarstwo – Mistrzostwa świata juniorów w narciarstwie klasycznym:
  - Biegi narciarskie – Justyna Kowalczyk (AZS-AWF Katowice) zdobyła złoty medal wśród młodzieżowców (do lat 23) w biegu na 10 km techniką klasyczną podczas mistrzostw świata juniorów w narciarstwie klasycznym w słoweńskiej miejscowości Kranj. Kowalczyk uzyskała czas 28:07,0 i o 23,9 wyprzedziła Rosjankę Irinę Artiemową oraz o 29,9 jej rodaczkę Julię Czekałową.
  - Skoki narciarskie – Łukasz Rutkowski dobrze zaprezentował się w indywidualnym konkursie skoków narciarskich, podczas Mistrzostw świata juniorów w słoweńskim Kranj (HS-109). Polak skoczył 111 i 102,5 metra i z łączną notą 245,8 pkt zajął czwarte miejsce. Pierwszy skok Rutkowskiego był najdłuższym w całych zawodach.
- Piłka ręczna – Mistrzostwa Europy w piłce ręcznej:
  - Polska przegrała z broniącymi tytułu Niemcami 24:32 (7:16) w swoim ostatnim meczu mistrzostw Europy piłkarzy ręcznych, które odbywają się w Szwajcarii. W końcowej klasyfikacji turnieju „biało-czerwoni” zajęli dziesiąte miejsce.

## 1 lutego
- Piłka ręczna – Mistrzostwa Europy w piłce ręcznej:
  - Polska przegrała z brązowym medalistą MŚ 2005 – Francją 21:31 (9:18) w meczu grupy I drugiej rundy rozgrywek grupowych turnieju finałowego mistrzostw Europy piłkarzy ręcznych w Szwajcarii. 2 lutego w ostatnim meczu drugiej rundy Polska spotka się z broniącymi tytułu mistrza Europy Niemcami.